# Gomphaeschna
Gomphaeschna is een geslacht van libellen (Odonata) uit de familie van de glazenmakers (Aeshnidae).

## Soorten
Gomphaeschna omvat 2 soorten:
- Gomphaeschna antilope (Hagen, 1874)
- Gomphaeschna furcillata (Say, 1840)